# Waterloo Vase
Waterloo Vase är en stor urna, fem meter hög och väger cirka 20 ton , som är skulpterad ur ett enda block carraramarmor. Sedan 1906 har den använts som en trädgårdsprydnad i Buckingham Palaces trädgård i London.
När kejsar Napoleon I av Frankrike reste genom Toscana på väg till den ryska fronten visades han ett massivt marmorblock som han ville skulle sparas. Napoleon kan ha beordrat att dagens urnas form skulle huggas ut, men sparat panelerna odekorerade redo för att prydas av minnesmärken av hans förväntade segrar.  
Efter den franska förlusten i Napoleonkrigen visades vasen för kronprinsen 1815 av Ferdinand, storhertig av Toscana via den brittiske ambassadören Lord Burghersh. Kronprinsen, som snart skulle komma att bli Georg IV, lät skulptören Richard Westmacott färdigställa den, i syfte att låta den bli blickfånget i den nya Waterlookammaren på Windsor Castle, till minne av slaget vid Waterloo, ett av flera segeruppdrag för Westmacott efter Waterloo. Med inspiration från  antika romerska förebilder, som Borghesevasen och  Medicivasen, fick Waterloo Vase en bas-relief av Georg III (som inte hade setts av allmänheten under lång tid) på sin tron, Napoleon utan häst, och olika allegoriska figurer. Två bevingade änglabyster löper motsägelsefullt från vasens sidor och påminner mer om galjonsfigurer från ett gammalt skepp än handtag till en elegant marmorurna. 
Vasen färdigställdes 1830 av Westmacott. Inget golv kunde dock bära upp tyngden från vasen, så den lämnades till National Gallery 1836. Museet återlämnade slutligen den vita elefanten till monarken 1906, och Edvard VII lät placera vasen ute i Buckingham Palace trädgård där den fortfarande står en bit från palatset nordväst om huvudbyggnaden.